# Oliver Fröhlich
Oliver Fröhlich (* 17. März 1967 in Hof, Oberfranken) ist ein deutscher Schriftsteller, der vor allem für seine Beiträge zu den Serien Perry Rhodan und Geisterjäger John Sinclair bekannt ist.

## Leben
Oliver Fröhlich ist Diplom-Finanzwirt. Er arbeitet als Steuerbeamter.

## Schreiben
Zu seinen ersten Veröffentlichungen gehörten Romane in der Online-Serie Der Hüter. Zu den 14 Bänden dieser Serie steuerte er 2007 vier bei, einen davon gemeinsam mit Oliver Müller. Ab 2008 schrieb er für die Horror-Heftromanreihe Dämonenkiller, die zu diesem Zeitpunkt im Zaubermond-Verlag erschien, ab 2009 zusätzlich für die Dark-Fantasy-Reihe Professor Zamorra aus dem Bastei-Verlag und ab 2010 für Die Serie Maddrax. Nach einem Atlan-Taschenbuch 2010 stieg er 2013 in die Perry-Rhodan-Serie ein. Seit 2014 schreibt er für John Sinclair, zuerst unter dem Pseudonym Eric Wolfe, später vermehrt unter seinem richtigen Namen.

## Werke

### Atlan
- Sternensplitter 1: Taucher im Lavastrom (2010), ISBN 978-3-89064-077-8.

#### Bad Earth
- 27: Welt der Welten (2011). Zaubermond Buchausgabe

#### Dämonenkiller
- 33: Die Pestburg (2008). Dorian Hunter Klassiker. Gemeinsam mit Ernst Vlcek, Neal Davenport und Uwe Voehl
- 34: Der schleichende Tod (2009). Dorian Hunter Klassiker. Gemeinsam mit Ernst Vlcek, Neal Davenport und Uwe Voehl
- –/25: Daniels Pakt (2010). Dorian Hunter – neue Abenteuer. Gemeinsam mit Christian Montillon
- 61/27: Ahrimans Blut (2010). Dorian Hunter – neue Abenteuer. Gemeinsam mit Catalina Corvo und Christian Montillon
- 64/30: Teufelstaumel (2011). Dorian Hunter – neue Abenteuer. Gemeinsam mit Logan Dee und Christian Montillon
- 69: Die Schlichterin von Babylon (2012). Dorian Hunter. Gemeinsam mit S. R. Bellem
- 37: Der Racheengel (2014). Das Haus Zamis. Gemeinsam mit Rüdiger Silber und Diana Dark

### Geisterjäger John Sinclair
- 1882: Dämonen der Angst (2014). Als Eric Wolfe
- 1906: Fenster zur Vergangenheit (2015). Als Eric Wolfe
- 1948: Die Hexenbibel (2015). Als Eric Wolfe
- 2005: Im Reich der gequälten Seelen (2016). Als Eric Wolfe, gemeinsam mit Madeleine Puljic
- 2006: Das Kompendium von Vrytha (2016). Als Eric Wolfe, gemeinsam mit Stefan Albertsen
- 2007: Ein Hauch von Atlantis (2016)
- 2041: Flucht aus der Seelengruft (2017). Als Eric Wolfe, gemeinsam mit Stefan Albertsen
- 2042: Die Chronistin von Toghan (2017). Als Eric Wolfe
- 2067: Der vergessliche Mister Sinclair (2018). Als Eric Wolfe
- 2076: Ich bringe den Tod (2018)
- 2106: Der Weg ins entrückte Land (2018). Gemeinsam mit Oliver Müller
- 2352: Hotel der Verlorenen (2023). Als Eric Wolfe
- 2372: Warnung aus dem Jenseits (2023). Gemeinsam mit Marie Erikson
- 2389: Sinyara – Göttin des Vergessens (2024)

### Maddrax
- 267: Die Götter des Olymp (2010)
- 274: Die dunkle Seite des Mondes (2010)
- 284: Augen der Ewigkeit (2010)
- 296: Totes Land (2011)
- 300: Unter Mutanten (2011)
- Maddrax 2012 – Jahr der Apokalypse: 10: Im Bann der Loge (2012)
- Maddrax 2012 – Jahr der Apokalypse: 11: Menschheitsdämmerung (2012)
- Maddrax 2012 – Jahr der Apokalypse: 12: Die Nadel der Götter (2012)
- 312: Die dunkelste Stunde (2012)
- 321: In 80 Welten durch den Tag (2012)
- 338: Alpha = Omega (2013)
- 348: Zwischen den Welten (2013)
- 365: Ein Käfig aus Zeit (2014). Gemeinsam mit Oliver Müller
- 371: Der Duft der Erkenntnis (2014)
- 373: Der Herr der Seelen (2014)
- 384: Auf der Jagd nach dem Ich (2014)
- 400: Transfer (2015)
- 417: Binaar (2016). Gemeinsam mit Wolf Binder
- 444: Das Pulsarium (2017). Gemeinsam mit Madeleine Puljic
- 453: Mit harter Hand (2017). Gemeinsam mit Madeleine Puljic
- 472: Im Auge des Orkans (2018)
- 479: Das Juwel im Inneren (2018)
- 491: Hand in Hand (2018)
- 523: Crossover (2020)
- 550: Dunkle Gegenwart (2021)
- 643: Die Basis (2024)

### Perry Rhodan
- 2730: Das Venus-Team (2013)
- 2768: Der Unglücksplanet (2014)
- 2775: Stadt der Kelosker (2014)
- 2793: Die Weltenbaumeister (2015)
- 2798: Phase 3 (2015)
- 2799: Zur letzten Grenze (2015). Gemeinsam mit Christian Montillon
- 2809: Heimsuchung (2015)
- 2816: Die galaktischen Architekten (2015)
- 2833: SVE-Jäger (2015)
- 2853: Im falschen Babylon (2016)
- 2854: Der letzte Mensch (2016)
- 2865: Die Finale Stadt: Hof (2016)
- 2902: Im Sternenkerker (2017)
- 2918: Die Psi-Verheißung (2017)
- 2959: Der Flügelschlag des Schmetterlings (2018)
- 2970: Der Gondu und die Neue Gilde (2018)
- 2971: Das Gondische Privileg (2018)
- 3001: Von Göttern und Gönnern (2019)
- 3030: Der Arkonide und der Roboter (2019)
- 3087: Lausche der Stille! (2020)
- 3107: Vor Trojas Toren (2021)
- 3123: Der Krieger und die Navakan (2021). Gemeinsam mit Christian Montillon
- 3124: Wo die Äonenuhren schlagen (2021)
- 3132: Auf der Phasenwelt (2021)
- 3133: Blautvinds Zuflucht (2021). Gemeinsam mit Christian Montillon
- 3149: Der Preis des Entkommens (2021)
- 3166: Der Genetische Algorithmus (2022)
- 3180: Das Extemporale Gefecht (2022)
- 3202: Zerstört die MAGELLAN! (2022). Gemeinsam mit Christian Montillon
- 3241: Facetten aus Eis (2023). Gemeinsam mit Christian Montillon
- 3252: Der Likedeeler (2023)
- 3261: Omex-7 antwortet nicht (2024)
- 3269: Sternweiser (2024)
- 3301: Die Krone von Terrania (2024)
- 3302: Das Geschenk der Leun (2024)
- 3312: Willkommen in der Agolei (2025)
- 3313: Der Singuläre (2025)
- 3325: Totensand (2025)
- 3338: Der Ursupator (2025)

### Perry Rhodan Neo
- 40: Planet der Seelenfälscher (2013)
- 49: Artekhs vergessene Kinder (2013)
- 59: Die entfernte Stadt (2013)
- 88: Schläfer der Ewigkeit (2015)
- 111: Seid ihr wahres Leben? (2015)

### Professor Zamorra
- 903: Der Schattenkelch (2009)
- 906: Das Vermächtnis der Hexe (2009)
- 910: Der Totflüsterer (2009)
- 918: Auf der Schwelle der Zeit (2009)
- 924: Der Herr der Nebelberge (2009)
- Zaubermond-Buch 32: Der Schattenfresser (2009). Gemeinsam mit Christian Montillon
- 932: Das 14. Siegel (2010)
- 933: Der erste Erbfolger (2010)
- 938: Rabenherz (2010)
- 948: Der Hort der Sha'ktanar (2010)
- 949: Die geronnene Zeit (2010)
- Zaubermond-Buch 37: Der Blutkompass (2011). Gemeinsam mit Christian Montillon
- 961: Nähre Deine Wut! (2011)
- 966: Der Weg des Jägers (2011). Gemeinsam mit Stefan Albertsen
- 972: Finsteres Erbe (2011)
- 982: Die Kinder der Zeitsäufer (2012)
- 987: Asmodis' Retter (2012). Gemeinsam mit Manfred H. Rückert
- Zaubermond-Buch 42: Isilria – Welt im Nebel (2011)
- 995: Schatten und Feuer (2012)
- 1002: Herrscher der Ruinenstadt (2012). Gemeinsam mit Michael Breuer
- 1003: Unter dem Schattendom (2012). Gemeinsam mit Michael Breuer
- 1004: Sterbende Welt (2012). Gemeinsam mit Michael Breuer
- 1019: Khiroc (2013)
- 1294: Schatten über Wardenclyffe (2023)
- 1295: Der Schattenwanderer (2024)